# Charles Fergusson, 9. Baronet

Wappen des Sir Charles Fergusson, 9. Baronet

Sir Charles Fergusson, 9. Baronet (* 10. Mai 1931; † 30. März 2021) war ein schottisch-britischer Adliger und Clan Chief.
Er war der älteste Sohn des Sir James Fergusson, 8. Baronet, aus dessen Ehe mit Louise Frances Balfour Stratford Dugdale. Er besuchte das Eton College und studierte am East Scotland College of Agriculture. Beim Tod seines Vaters erbte er von ihm die erbliche Chiefwürde des Clan Fergusson, den am 30. November 1703 in der Baronetage of Nova Scotia geschaffenen Adelstitel Baronet, of Kilkerran in the County of Ayr, sowie dessen Ländereien in Schottland, die er von da an bewirtschaftete. Zudem wurde er Chief des Clan Fergusson.
Er war ab 1961 mit Hon. Amanda Mary Noel-Paton (* 1933), Tochter des Victor Noel-Paton, Baron Ferrier, verheiratet. Mit ihr hatte er zwei Söhne:
- Sir Adam Fergusson, 10. Baronet (* 1962);
- Joseph Victor Fergusson (* 1965).

Als er 2021 starb, erbte sein älterer Sohn Adam seine Titel und Würden.